# Parakanchia cyclops
Parakanchia cyclops är en fjärilsart som beskrevs av Collenette 1951. Parakanchia cyclops ingår i släktet Parakanchia och familjen tofsspinnare. Inga underarter finns listade i Catalogue of Life.